# Голодні ігри: Балада про співочих пташок і змій
«Голодні ігри: Балада про співочих пташок і змій» (англ. The Hunger Games: The Ballad of Songbirds and Snakes) — фільм режисера Френсіса Лоуренса за романом Сьюзен Коллінз «Балада про співочих пташок і змій». Приквел фільмів «Голодні ігри», «Голодні ігри: У вогні», «Голодні ігри: Переспівниця. Частина I» та «Голодні ігри: Переспівниця. Частина II».
Дія відбувається за 64 роки до подій першого фільму, його сюжет розповідає про події, які врешті-решт привели молодого Коріолана Сноу до того, щоб стати тиранічним лідером Панема та його стосункам з Люсі Ґрей Берд.
Прокат фільму в Україні стартував 16 листопада 2023 року, та 17 листопада в США.

## Сюжет
За три роки до перших Голодних ігор юний Коріолан Сноу під проводом своєї двоюрідної сестри Тигріс блукає зруйнованими вулицями Капітолія. Вони знаходять їжу, але стикаються зі скаженим псом, тому Тигріс кидає в нього щось і відводить Коріолана якомога далі. Однак, ховаючись за колоною, вони бачать жахливе видовище, чоловік стоїть на колінах і відрубує ногу трупа. Коли Коріолан запитує Тигріс, чому він це робить, вона відповідає, що він голодує. Вони безпечно повертаються додому, але у квартирі бабусю оточують двоє миротворців, і вона пояснює, що батько Коріолана загинув, потрапивши в повстанську пастку в лісі за межами 12 округу.

### Розділ I: «Ментор»
У Панемі під час Першого повстання з округами гине патріарх шляхетного роду Сноу, генерал Красс. Тринадцять років потому вісімнадцятирічний син Красса — Коріолан — вирішує відновити процвітання своєї родини. Коріолан є одним із двадцяти чотирьох наставників на 10-х щорічних Голодних іграх. Щоб збільшити глядацьку аудиторію, Декан Каска Гайботтом, який створив ігри, хоче зосередитися на питанні цікавості трибутів, які мають розважати та захоплювати глядачів, а не на питанні перемоги.
Коріолана обирають наставником представниці з 12 округу — Люсі Ґрей Берд. Під час церемонії жнив Люсі Ґрей зачаровує глядачів Капітолію, співаючи й підсовуючи змію під сукню Мейфейр, дочки мера. Коріолан хоче, щоб Люсі Ґрей продовжувала завойовувати прихильність глядачів, адже найкращому наставнику обіцяють цілий статок. Згодом він завойовує довіру Люсі Ґрей і допомагає їй завоювати симпатії мешканців Капітолія.
Коріолан пропонує головній ґейммейкерці, докторці Волумнії Ґолл, спонсорську схему, яка дозволяє глядачам Капітолія робити пожертви наставникам, щоб ті могли відправити їм під час ігор подарунки. Коріолан зближується з Люсі Ґрей. Під час екскурсії ареною детонує повстанська бомба ціль якої зруйнувати арену, в результаті терористичного акту гинуть кілька наставників і трибутів. Люсі Ґрей вирішує врятувати Коріолана від уламків, жертвуючи шансом втекти, після чого він дарує їй щурячу отруту для нечесної переваги під час ігор.

### Розділ II: «Приз»
Багато трибутів гине в початковому хаосі гри. Ґолл виконує пропозиції Коріолана, що призводить до збільшення кількості глядачів у Капітолії. Люсі Ґрей виживає в кривавій бійні, рятуючись через діру, утворену повстанським терактом, і ховається у службовому тунелі разом із Джассапом, хлопцем-трибутом з її ж 12 округу. У Джассапа розвивається сказ; його наставник вбиває його внаслідок переконання від Коріолана, щоб врятувати Люсі Ґрей. Багатий друг Коріолана, Седжанус Плінт, обурений жорстокістю ігор, проникає на арену й оплакує загиблого підданого, свого колишнього однокласника з 2 округу. Коріолан виходить на арену, щоб визволити Седжануса. Трибути нападають на них, змушуючи Коріолана вбити одного з учасників ігор. Потім Ґолл змінює відеозапис ігор, щоб приховати нечесне втручання в хід гри.
Ґолл випускає на арену генетично модифікованих змій, щоб помститися за смерть Фелікса Рейвінстілла — наставника і сина президента, який загинув під час теракту на арену. Коріолан, знаючи, що змії не нападають на тих, хто має впізнаваний запах, перед відправленням таємно поклав у зміїний резервуар хустинку із запахом Люсі Ґрей. Змії вбивають усіх трибутів на арені, окрім Люсі Ґрей, яка не припиняє співає, поки змії обвивають її. Ґолл відмовляється оголосити Люсі Ґрей переможницею, але глядачі Капітолія тиснуть на ґеймдизайнерку. Після святкування перемоги Гайботтом викриває Коріолана з хусткою та отрутою і засуджує його до двадцяти років миротворчості за шахрайство. Седжануса також покарано, за бунт під час ігор. Коріолан, не знаючи про долю Люсі Ґрей, наполягає на переведенні до 12 округу.

### Розділ III: «Миротворець»
Опинившись там, Коріолан і Седжанус починають службу як «Миротворці». Після присутності на повішанні людини, надихнувшись піснею Люсі Ґрей «The Hanging Tree», Коріолан і Седжанус відвідують бар «Гоб», де Коріолан возз'єднується з Люсі Ґрей, яка виступає з «Кові». Коли Коріолан підслуховує, як Седжанус допомагає повстанцям, що планують втечу, він використовує сойку, щоб записати голос Седжануса. Потім він надсилає запис до Ґолл. Однієї ночі Коріолан слідує за Седжанусом до бару «Гоб». Седжанус розмовляє з колишнім хлопцем Люсі Ґрей, Біллі Тоупом та Спрусом, що призводить до сварки. Коріолан стріляє в Мейфейр, дочку бурмістра, а Спрус вбиває Біллі Тоупа. Пізніше Седжануса і Спруса вішають за зраду, поки Люсі Ґрей і Коріолану вдається втекти.
Прямуючи на північ, Коріолан знаходить зброю Спруса, заховану в хатині на березі озера. Коли Люсі Ґрей зникає, Коріолан розуміє, що вона знає, що він повідомив Ґолл про Седжануса, по суті здавши свого друга на страту, підтримуючи Капітолійський режим. Лісом Коріолан у параної переслідує її з рушницею, де його кусає змія. Дезорієнтований, він стріляє в нібито Люсі Ґрей за кущами, але він не знає, чи влучив у неї, чи була вона там. Коріолан повертається до Капітолія. Батьки Седжануса, не знаючи, що він був причетний до смерті їхнього сина, забезпечують йому місце в університеті. Коріолан відвідує Гайботтома, який зізнається, що на йогу думку ігри ніколи не мали стати реальністю, а були лише п'яною ідеєю, яку вкрав Красс. Без відома Гайботтома, Коріолан підсипає щурячу отруту в його схованку з наркотиками, вбиваючи його. Пізніше Ґолл тренує Коріолана як майбутнього ґеймдизайнера; доля Люсі Ґрей залишається невідомою.

## У ролях
- Дистриб'ютор: Adastra Cinema
- Студія дубляжу: Cinema Sound Production
- Режисерка дубляжу: Марина Турабелідзе
- Звукорежисери: Наталія Штаненко, Олексій Лобанов
- Звукорежисер перезапису: Володимир Третяков
- Ролі дублювали: Євгеній Лісничий (Коріолан Сноу), Антоніна Хижняк (Люсі Ґрей), Володимир Гурін (Седжанус Плінт), Олена Узлюк (Волумнія Ґолл), Юлія Малахова, Олександр Шевчук, Наталія Калюжна, Анна Артем'єва, Сергій Гутько, Роман Солошенко, Олег Грищенко, Андрій Альохін (Каска Гайботтом), Майя Ведернікова (Клеменсія) та інші.

- Том Блайт — Коріолан Сноу: наставник трибутів 10-х Голодних ігор, майбутній президент Панему.
- Рейчел Зеглер — Люсі Ґрей Берд: дівчина з 12 округу, яка підтримує зв'язок з Коріоланом і є членкинею мандрівного музичного гурту «Кові».
- Джош Андрес Рівера[en] — Седжанус Плінт: однокласник і друг Сноу, наставник трибутів з 2 округу, з якого він сам родом, до життя у Капітолії.
- Віола Девіс — докторка Волумнія Ґолл: головна ґеймдизайнерка 10-х Голодних ігор і людина, яка вперше втілила їх у життя.
- Пітер Дінклейдж — Дін Каска Гайботтом: декан академії та інтелектуальний автор Голодних ігор.
- Джейсон Шварцман — Лукреціус «Лакі» Флікерман: перший телеведучий 10-х Голодних ігор, предок Цезаря Флікермана, який буде коментувати наступні трансляції ігор.
- Гантер Шафер — Тигріс Сноу: старша двоюрідна сестра Коріолана і його довірена особа, яка є близькою радницею йому. Згодом стане стилісткою трибутів ігор і союзницею Катніс Евердін та частиною руху опору проти Панему.
- Фіоннула Фленаґан — бабуся Коріолана і Тигріс.
- Берн Ґорман — командир Гофф: лідер миротворців в 12 окрузі.
- Ешлі Ляо[en] — Клеменція Доувкоут: однокласниця і подруга Сноу, наставниця трибутів з 11 округу.[6]
- Макс Рафаель — Фестус Крід: однокласник Сноу та наставник трибутів з 4 округу.[7]
- Зої Рене[en] — Лісістрата Вікерс: однокласниця Сноу і наставниця іншого трибуту з 12 округу, Джессапа.[7]
- Еймер Гасейн — Фелікс Рейвінстілл: однокласник Сноу та наставник трибутів з 11 округу.[6]
- Ліллі Купер — Арахна Крейн: однокласниця Сноу і наставниця в трибуті з 10 округу.[8]
- Нік Бенсон — Джессап: хлопець-трибут з 12 округу у парі з Люсі Ґрей.[8]
- Ізобель Джеспер Джонс — Мейфер Ліпп: донька мера 12 округу, у конфлікті з Люсі Ґрей.[9]
- Джордж Сомнер — Спрус: бунтівник з 12 округу.[10]

## Виробництво

### Розробка
У серпні 2017 року директор компанії Lionsgate Джон Фелтгаймер заявив про інтерес до створення спін-оффів до серії фільмів «Голодні ігри».
У червні 2019 року голова Lionsgate Motion Picture Group Джо Дрейк оголосив про те, що компанія працює над кіноадаптацією роману Сьюзен Коллінз. До квітня 2020 року представники Коллінз та компанії Lionsgate підтвердили, що фільм знаходиться на ранній стадії розробки. Його режисером був призначений Френсіс Лоуренс, який зняв три попередні фільми франшизи. Сценарій до фільму написав Майкл Арндт, а Ніна Джейкобсон і Бред Сімпсон стали продюсерами. Коллінз також залучалася до розробки кіносценарію та стала одним із виконавчих продюсерів. У серпні 2021 року Дрейк заявив, що попередня розробка фільму «йде дуже, дуже добре». У травні 2022 року Том Блайт був затверджений на роль юного Коріолана Сноу. У тому ж місяці роль у фільмі отримала Рейчел Зеглер. У червні 2022 стало відомо, що у фільмі зніметься Джейсон Шварцман. У липні 2022 року до акторського складу приєднався Пітер Дінклейдж.

### Фільмування
Процес фільмування розпочався у місті Вроцлав (Польща) 11 липня 2022 та закінчився 5 листопада 2022 року у Берліні (Німеччина). Місцями фільмування стали пам'ятник Битві народів у Лейпцигу та Зала століття у Вроцлаві. Деякі сцени у фільмі також були зняті в ландшафтному парку «Дуйсбург-Норд» у Дуйсбурзі в області Північний Рейн-Вестфалія.

### Маркетинг
5 червня 2022 вийшов перший тизер фільму. 4 жовтня 2023 року був опублікований, дубльований українською мовою, повний трейлер до фільму.

### Музика
У липні 2022 року Джеймс Ньютон Говард підтвердив, що напише музику до фільму. Саундтрек до фільму «Балада про співочих пташок і змій» містить версії вже наявних у франшизі композицій, таких як «The Hanging Tree», «Pure as the Driven Snow», це підтвердила продюсерка фільму Ніною Джейкобсон. Рейчел Зеглер заспівала власні версії пісень із фільму. Саундтрек має кілька поп- та кантрі-фолк пісень у виконанні учасників акторського складу, включаючи Зеглер. Альбом вийшов на лейблі Geffen Records 17 листопада 2023 року і складався з двох синґлів — «The Hanging Tree (версія Люсі Ґрей)» і «Can't Catch Me Now».
На фестивалі CinemaCon 26 квітня 2023 року режисер Френсіс Лоуренс оголосив, що Дейв Кобб спродюсує альбом саундтреку, до якого увійдуть версії пісень з попередніх частин серії. Оскільки музикальні виступи відіграють значну роль у приквелі, творча група перебувала під сильним впливом аппалачського фолку та кантрі. Пізня кантрі-співачка Лоретта Лінн була натхненням для звучання Люсі Ґрей протягом усього знімального процесу, а також брала творчу участь у створенні музики до фільму. Зеглер виконувала всі пісні у фільмі наживо під час фільмування.
16 вересня 2023 року вийшла версія пісні Люсі Ґрей «The Hanging Tree» з фільму «Голодні ігри: Переспівниця. Частина I» (в оригіналі виконана Дженніфер Лоуренс) була розіграна у промовідео до фільму. Повна версія пісні вийшла 20 жовтня, як головний синґл. 1 листопада Олівія Родріґо оголосила, що виконає пісню «Can't Catch Me Now» для саундтреку до фільму, яка стане першим треком з альбому, доступним для попереднього замовлення. Пісня вийшла синґлом через два дні. Музичний кліп на пісню було опубліковано 13 листопада.
Девід Руні з The Hollywood Reporter сказав, що запальні мелодії Кобба до пісень Люсі Ґрей «додають вогню до бунтарського духу героїні». Вілл Сайр з MovieWeb сказав, що мелодії «достатньо запам'ятовуються і, безсумнівно, отримають загальне схвалення від шанувальників».

## Прем'єра
Європейська прем'єра стрічки відбулася у Берліні, Німеччина, 5 листопада 2023 року, світова прем'єра була у кінотеатрі BFI IMAX у Лондоні 9 листопада, широкий прокат стартував 16 листопада в Європі, в тому числі й в Україні. У США прокат розпочався 17 листопада.

### Касові збори
Станом на 19 листопада 2023 року прокат фільму зібрав 44,6 мільйона доларів у США та Канаді та 56,2 мільйона доларів на інших територіях, загальна світова сума зборів склала 100,8 мільйона доларів. За оцінками Deadline Hollywood, фільм буде беззбитковим отримавши внутрішні збори в районі 120—130 мільйонів доларів, оскільки більша частина виробничого бюджету в 100 мільйонів доларів була профінансована шляхом попередніх продажів та участі партнерів-спонсорів.
У США та Канаді стрічка вийшла на екрани разом із фільмами «Наступний гол — переможний», «Тролі гуртуються разом» і «День подяки» і, за прогнозами, мала зібрати близько 50 мільйонів доларів у 3 776 кінотеатрах у перший вікенд, а за деякими оцінками індустрії — 45 або 60 мільйонів доларів. 19,1 млн доларів було зібрано у перший день прокату, 5,75 мільйона доларів — за результатами вечірніх показів у четвер. Згодом він дебютував з 44 мільйонами доларів, очоливши бокс-офіс серед інших фільмів у прокаті, але позначивши найнижчий старт франшизи на фоні попередніх частин.

### Критика
На сайті платформі-рецензій Rotten Tomatoes фільм має 63 % зі 185 відгуків, які позначені позитивними, із середньою оцінкою 6,3/10. Консенсус на сайті такий: «Видатний акторський склад і захоплива історія допомагають зробити „Голодні ігри: Балада про співочих пташок і змій“ гідним поверненням до Панему, попри поспішний і фінал, який дещо розчаровує.» Сайт Metacritic, який використовує середньозважену оцінку, присвоїв фільму 53 бали зі 100, спираючись на 47 критиків, що свідчить про «змішані або середні» відгуки. Глядачі, опитані CinemaScore, поставили фільму середню оцінку «B+» за шкалою A, B, C, D, F (+/-), що є найнижчим показником у франшизі, тоді як глядачі, опитані PostTrak, дали йому 87 % загальної позитивної оцінки, причому 70 % сказали, що точно порекомендували б фільм.
Зої Ґай з Vulture повідомила, що «деякі критики вважають 158-хвилинне видовище перенапруженим снодійним фестом, тоді як інші стверджують, що Балада — найцікавіший фільм у франшизі». Алекс Беррі з NME схарактеризувати початкову реакцію критиків як «здебільшого негативну», зазначивши, що «фільм критикували за брак напруженості і драматизму, обіцяних у трейлері, і за те, що він не відповідає очікуванням, пов'язаним з першими фільмами».
У статті для IndieWire Девід Ерліх назвав фільм найкращим підлітковим антиутопічним фільмом і «безумовно» найсильнішою частиною серії «Голодних ігор», описавши його як «рідкісний приквел, якому вдається стояти на власних ногах і при цьому відчувати себе вищим за інші історії, які він, зрештою, має підтримати». Браян Трюїтт з USA Today похвалив його як «привабливу суміш антиутопічного бойовика і музичної драми, яка перевершує попередні фільми». У негативній рецензії для The Guardian Пітер Бредшоу написав, що «інтерес, драматичний імпульс і енергія» франшизи «відверто вичерпалися», зробивши висновок, що «цей фільм, нарешті, зав'язує себе в різні вузли, щоб визначити пізніший світ Катніс, але час для завершення ігор настав вже давно».